# Anatoli Fomenko
Anatoli Timoféievitx Fomenko (rus: Анато́лий Тимофе́евич Фоме́нко) (Stalino, 13 de març de 1945) és un matemàtic rus, professor a la Universitat Estatal de Moscou, membre de l'Acadèmia Russa de les Ciències, i destacat topologista. Ara bé, és més conegut pel fet que dona suport a la Nova Cronologia, un corrent revisionista de la cronologia oficial.